# Enlil-nadin-apli
Enlil-nādin-apli, "Enlil (je) dajalec  dediča", je bil peti kralj Druge isinske in Četrte babilonske dinastije, ki je vladal okoli 1099–1096 pr. n. št. Bil je sin in naslednik kralja Nabu-kudurri-usurja, bolj znanega kot Nebukadnezar I. V uporu, ki ga je vodil  njegov stric Marduk-nadin-ahhe, je bil odstavljen.

## Življenje
O njegovem kratkem vladanju priča nekaj sodobnih artefaktov. Njegovo ime in vladarski naslov sta napisana na bodalu iz lorestanskega brona. Na kudurruju je zapisan izid preiskave o lastništvu majhne parcele, ki jo je zahtevalo tempeljsko posestvo, in jo je sprožil kralj v četrtem letu svojega vladanja.  Ekarra-ekiša in Eanna-šuma-iddina, guvernerja Bit-Sin-magirja in  Pomorja sta bila obtožena v preiskavi, ki je ugodila tožbi na podlagi dejanj kralja Gulkišarja, ki je "za Nanse, svojo božansko gospodarico, potegnil mejo zemlje." V zapisu je morda najstarejša navedba velike časovne razlike, saj pravi, da je od vladanja Gulkišarja, šestega kralja Pomorja, do   vladanja Enlil-nadin-aplijevega očeta Nebukadnezarja I. minilo 696 let.
Iz tega obdobja naj bi bil tudi nedatiran Gula-erešev kudurru (na sliki), ker je na njem upodobljen isti guverner Pomorja Eanna-šuma-iddina, ki je tokrat podelil 5 kurov zemlje svojemu služabniku.  Zapis je omembe vreden zaradi obilja kletev:
"…naj ga Anu, Enlil, Ea in  Ninmah, veliki bogovi, prekolnejo s hudobnim prekletstvom, ki se ga ni mogoče znebiti, naj mu raztrgajo drobovje in iztrgajo njegovo seme! Naj greh, veliki gospod, z gobavostjo kakor z oblačilom obleče njegovo telo, da bo lahko prebival ob zidu svojega mesta!..."
— Gula-erešev kudurru, kolona 2, vrstice 23 do 25, kolona 3, vrstice 1 to 5.
Walkerjeva Kronika pripoveduje o njegovi kampanji proti Asiriji (Assur) in njegovem kasnejšem strmoglavljenju:
"Enlil-nādin-apli, sin Nabû-kudurrī-uṣurja, je odkorakal v Assur, da bi (ga) osvojil. [Marduk-nādin-aḫḫē, brat N]abû-kudurrī-uṣurja, in plemiči so se mu uprli. Ko se je  Enlil-nādin-apli vrnil v svojo deželo in svoje mesto, so ga ubili z m[ečem]."

## Napisi
1. 1 2  Kudurru BM 102485 iz temnega apnenca.
2. ↑  King List C, 5.
3. 1 2  Kudurru CBM 13, objavljen kot BE I/1 83.

## Opomba
1. ↑  Starejše študije so predvidevale, da je  Marduk-kabit-ahhešu, ustanovitelj Druge isinske dinastije, prvih nekaj let vladal sočasno z zadnjim kasitskim kraljem. Nedavne raziskave (Beaulieu, 2018) so pokazale, da ni bilo tako. Enlil-nadin-aplijevo vladanje, ki je bilo v preteklosti datirano v leta okoli 1103–1100 pr. n. št., je po Beaulieujevem revidiranem datiranju prestavljeno v leta 1099–1096 pr. n. št.[1]